# 悪魔のミカタ
『悪魔のミカタ』（あくまのみかた）は、うえお久光による日本のライトノベル。イラストは藤田香が担当。電撃文庫（メディアワークス→アスキー・メディアワークス）より2002年2月から刊行されている。
第8回電撃ゲーム小説大賞〈銀賞〉受賞作品（受賞時のタイトルは『みークルズサジェスチョン 「ポリッシュアップルズ」』）。『このライトノベルがすごい!』作品部門では2005年版で3位を獲得している。
本作は身に覚えのない契約で悪魔に魂をとられそうになった主人公・堂島コウが真相を晴らすべく、悪魔に代わって知恵の実の契約者の魂を回収する「代行者」として活動する物語であり、題名の「悪魔のミカタ」は、「代行者」と言う存在を知らなかったコウが自称した肩書にちなむ。

## ストーリー
日炉理坂高校の2年生堂島コウのもとに、かつて宇宙人にさらわれた妹にそっくりな女の子アトリがいきなり彼の家に訪ねてくる。悪魔を自称する彼女は、コウに「願いを叶えたその契約の履行のため魂を奪いに来た」と告げるものの、コウ本人は身に覚えがなかった。このまったく身に覚えのない濡れ衣を晴らすため、コウは自身が所属するサークル「みークル」の仲間と協力して真実に立ち向かう。その中で同じサークルに属するコウの恋人・冬月 日奈が死亡し、コウは彼女を蘇生させるために悪魔のミカタになる。

## 登場人物
声はドラマCD版のキャスト。
堂島 コウ（昴）（どうじま こう）
声：浪川大輔
本作の主人公。日炉理坂高の二年生で同好会「みすてりぃサークル」、通称「みークル」所属。軽薄かつ冗談好きな性格。「みークル」所属の同級生、恋人である冬月日奈を生き返らせるために悪魔のミカタになる。
悪魔の少女（アトリ）
声：植田佳奈
コウが知恵の実を使用したと勘違いして、魂を回収に来た「レギオン（雛形）」の女の子。赤い瞳を除けば行方不明になったコウの妹と瓜二つである。
冬月 日奈（ふゆつき ひな）
声：かかずゆみ
日炉理坂高校2年生で「みークル」所属。コウの恋人。意思の強さを伺わせる真っ直ぐな瞳と太めの眉が特徴的。明るくはっきりした性格で、人を惹きつける強い魅力と心を持った少女。1巻で死亡。
小鳥遊 恕宇（たかなし じょう）
声：小林ゆう
日炉理坂高校2年で「みークル」所属。コウの友人で、日奈とは幼馴染でもある。鋭い目が特徴的な長身の美少女。男性のような名前だが女性。同性愛者で、6人もの恋人がいる。
舞原 イハナ（依花）（まいばる いはな）
声：野中藍
物語の舞台「日炉利坂」の支配者、「舞原家」の双子の次期頭首の妹。常に無表情を崩さない。「みークル」の一員。
舞原 サクラ（咲杳）（まいばる さくら）
声：野中藍
「舞原家」の双子の次期頭首の姉。天真爛漫な明るい性格で友人も多い一方、幼いところがある。「みークル」の一員で園芸部と掛け持ちしている。
真嶋 綾（まじま あや）
声：南里侑香
日炉理坂高校3年。コウ達の一学年先輩にあたる。バレー部員で、バスケ部とソフト部も掛け持っている。気が強く、ショートカットの髪型とあいまってどこか日奈を彷彿とさせる容姿と雰囲気を持つ。過去に教師にレイプされそのことで脅され、繰り返し凌辱を受けていた。
三束 元生（みつか もとなり）
声：矢部雅史
日炉理坂高校3年で「みークル」の部長。綾と同クラス。皆に自分の事を本名ではなく「部長」と呼ばせている。
葉切 洋平（はぎり ようへい）
日炉理坂高校2年で、ボクシング部と「みークル」を掛け持ちしている。幼い頃からコウを深く慕っており、同級生でありながらコウに対しては敬語を崩さない。
高久 直子（たかく なおこ）
声：MAI
日炉利坂高校・保険医兼カウンセラー。
山崎 誠一（やまざき せいいち）
声：寺島拓篤
日路利坂高校の体育教師である熱血漢で、バレー部顧問と生徒指導担当教諭をしている。二年前、女子の体操着がブルマからスパッツに変更となったとき、最後まで抵抗運動を続けていたことから「ザ・ブルマ」の愛称で生徒に親しまれている。
山本 美里（やまもと みさと）
日炉理坂高校二年生。サクラの親友にして「ザ・ワン」事件の立役者の一人。
大隈 次郎（おおくま じろう）
日本において「特殊な事案」を扱う「内閣情報調査室／別室」の室長。悪魔のミカタを知っている。
嘉門 ねね（かもん）
「和歌丘タワーワールド」でコウが出会った女性。
MLN
「ザ・ワン」事件で生み出された生命体。
ノットB
葉切洋平につくられた、堂島コウのコピー体。
安県 正人（あがた まさひと）
夕日を連れた男と名乗っている。60年前はブラックプリンスと呼ばれていた。「案件六百六十六対策機関設置推進準備室」の資料によると100年以上生きている。
来栖美楚乃（くるす みその）
フェイト・クルス
「内閣情報調査室／別室」のメンバー
来栖英子（くるす えいこ）という偽名を用いていた。予知能力者であるが、不完全であり外れることも多い。
海藤 重彦（かいどう しげひこ）
「内閣情報調査室／別室」のメンバー
中山 国光（なかやま くにみつ）
「内閣情報調査室／別室」のメンバー
公的には航空自衛隊に所属している31歳。

### 舞原家 ライン／スタッフ／等
いん
「スタッフ」のトップ
ジィ・ニー
舞原家の実働部隊隊長（代行）。イハナのお気に入り。
みん
声：大沢千秋
「ライン」のトップ
八咫烏 星鴉（やたがらす せいあ）
コウが直々にスカウトした、妙な日本語を操るヒスパニック系の少年（名前は偽名と思われる）。666(6)巻時点でアトリの護衛をしている。性別は女。
冬月 シュウ（ふゆつき しゅう）
親代わりであった師を火事で失い、日炉理坂の冬月家に引き取られた、ジィ・ニーと同じ系統の武術を修めている少年。666(6)巻時点でアトリの護衛をしている。
レイ／ゼロ

### 元代行者たち
ランドール・コーンウォーク
コウの精神世界ではレギオン（雛形）と遭遇している。

## 用語
悪魔
人を誘い、試し、騙すもの。
超常の力を持つ知恵の実をばら撒き、誘惑に乗った者の願いを叶える代わりに契約者の魂を奪う。
その実態は、「知恵の実」そのものでもある。
イーチャーズレコード
世界における過去・未来・現在を問わず、あらゆる事象を記録した伝導物質「イーチャー」の記録。永遠不変の記録といわれる。悪魔や「知恵の実」はコレと深く繋がっており(イーチャーズリンクと呼ばれる)、記録を元に契約者を探したり、必要なエネルギーを補充し、それぞれの効果を発したりする。
また、悪魔のレギオンは、人間と違和感なく接するために創造主である悪魔の用意した「悪魔用記憶」に加えて、イーチャーズレコードに限定的にリンクしている。
ザ・ワン
1個体であり、集合体でもある種族。無数に存在し、すべてが本体である。世界中にバックアップが存在した。
滅ぼすことは不可能と思われたが、コウにより吸収される。
イヴ
代行者が知恵の実を生み出す際に、必要とするパートナー。必要な量の魂に満ちた「It」を手にした代行者が、イヴと性交することで知恵の実を生み出す。イヴがいなくても知恵の実を生み出すことは可能らしいが、不完全で目的に沿わないものになることが多いらしい。
また、イヴには生まれてくる知恵の実の性質を半分決定する権利があるらしい。そのため、代行者にとって、イヴ探しは重要である。
代行者
悪魔に代わって知恵の実の契約者の魂を回収し、「It」に食らわせることで自らの望む「知恵の実」を生み出す契約を悪魔と交わした者。通常、代行者になる方法は二つあり、ひとつは、知恵の実の「所有者」として代行者を「フェアな勝負」で倒し、知恵の実「It」を得ること。もうひとつは知恵の実の「契約者」として訪れた悪魔との知恵比べで勝利すること。あくまで悪魔の「代行」であるため、魂回収のルール上では悪魔と同様の制限を受ける。
魂
本作において「魂」は、生命そのものを指すわけではなく「可能性」という形で描かれる。
知恵の実による契約は、「ただひとつの叶えがたい可能性を現実にする代償として、それ以外のすべての可能性を差し出す」ということ。魂を奪われたものは「死」を含めたあらゆる可能性を失い、「悪魔の世界」で永遠に変化の無い時を過ごす。
知恵の実
人間の魂を回収するため、悪魔によって世界中にばら撒かれた道具。それぞれに超常の力を持ち、運命係数を辿って自らの力を必要とする者と巡り合い、「契約」を交わすことで魂と引き換えに契約者の願いをかなえる。ただしその効力は万能ではなく、それぞれ何らかの「制約」を負っている。物質ではなくアストラル体で構成されており、時代や所有者によって様々に姿を変える。イーチャーズリンクによってエネルギーの供給を受けており、何らかの理由でリンクが断たれ、保有するエネルギーをすべて失えば消滅する。
総数666種類で、それぞれに001から666までシリアルナンバーと呼ばれる数字が割り振られており、ナンバーの小さいものほど大きな力を持つ。特に001～009は「オリジナルナンバー」と呼ばれ、他の物とは一線を画す力を秘めている。この場合の「力」とは、どれだけ多様な願いをかなえられるか、その「可能性」の大きさをさす。オリジナルナンバーともなれば殆ど全ての願いを何らかの形で叶えられるとされ、同時にそれはあらゆる人間と契約可能であることも指している。なお、「666」という数には意味があり、新たな知恵の実が生まれるたびにいずれかの知恵の実が破棄され、その数を超えることは無い。
廃棄された知恵の実は「元・知恵の実（ロスト）」と呼ばれ、廃棄品となった知恵の実で願いを叶えても魂を回収されることはないが、イーチャーズリンクによるエネルギー供給が絶たれているため使用回数には制限がある（例外的に補給可能な物もある）。原則的に廃棄された知恵の実は悪魔によって回収され、保有するエネルギーを失って消滅するが、中には人の手に渡っている場合がある。
日炉利坂
物語の舞台となる土地。市。四方を山に囲まれた盆地であり、川が無いという地理的特徴を持つ。舞原家によって支配、運営されており、封建的な風習を色濃く残している。日本国内にありながら、半ば独立国としての様相を遥かな昔から保つ特殊な土地。
外部と繋がる地域に「和歌丘」「大城跡」と呼ばれる土地があるが、土地の特殊性に言及するときは、それらの地も含めて「日炉利坂」と呼ばれることが多い。
完成された経済ライン、利益配分の仕組みをもっており、和歌丘、大城跡を含む一帯が不景気になったことは一度もなく、失業率も1パーセント未満。対外的な経済活動として主に「情報」を扱っている(詳細不明)。他、多数の副業があり、その中のひとつに兵器関係の開発と輸出がある。元々は外敵から土地を守るために発展した技術であり、土地の人間が「外」に出る際の護衛役を担っていた「縹組」が兵器関連の管理を任されていたが、イハナが当主代行として舞原家の実権を握って以降兵器の輸出が途絶えた(開発は引き続き継続している)ため、「縹組」は縮小傾向にあり、家名存続の危機に瀕している。
日炉利坂一帯において、姓の読みに「タカ」がつくものは大昔に日炉利坂へ攻め入った朝廷軍の武人の子孫と言われる。大城跡には「タカ」のつく姓が多く、大抵は武道にかかわっている。和歌丘には「カモ」のつく姓が多く、彼らは朝廷の文人の子孫であるといわれる。それらの家系は、大昔に日炉利坂に攻め入って撃退され、和睦を結び、軍が退いた後も主この地に残って日炉利坂を外から、そして外を日炉利坂から守る役目を担った者達の血筋であると言われている。
舞原家
日炉利坂を統べる支配者。当主の血筋は代々女系で、外から婿を取って家を存続させている。現当主は舞原飛鳥だが、病床に臥せているため娘のイハナが当主代行を行っている。日炉利坂一帯に生まれ住むものは、常識として舞原家への畏敬を身に付ける。舞原家には、四季老家と呼ばれる四つの旧家が仕えており、序列が高い順に冬月家、三鷹家、鴨音木家、荒又常家が挙げられる。
日炉利坂には「舞原家の始祖の姫が、自らの命と引き換えにその土地を求め、龍神がそれに応えた」という伝説と、超常的な力を裏付けるものが伝えられており、舞原家は古くからオカルトに関する研究を積み重ねてきた。
舞原家には多くの人間がかかわっており、うち実働部隊である「スタッフ」は、主に日炉利坂の「外」からスカウト、あるいは引き取られた者が多く、四季老家のひとつ「冬月家」はスタッフとなる人材を集める役を担う。
一方、執務部隊「ライン」は舞原家の運営や当主の世話などを担い、幼い頃から主人への忠誠（愛情）を洗脳のレベルで徹底して叩き込まれる。また、学校内での任務に当たる者を「制服組」と呼び、各クラスに一人、三学年合わせて15名存在する。
みすてりぃサークル
コウ達が所属する、日炉利坂高校の同好会。通称「みークル」。活動主旨は「ミステリーな人間(変人)の集まり」。それぞれ個性的な人物ばかりの集まりだが仲間意識は強く、「仲間の危機には全員で立ち向かう」という鉄の不文律がある。暴力沙汰を嫌う部長の三束の人柄もあって、校内では「珍妙で愉快な集団」として認知されている。その裏ではコウなどが裏方のようなことをやらされている。
元々は「ミステリーサークル」という、ミステリー(推理小説など)の研究などを主旨とした由緒正しい歴史のある文化系倶楽部だった。しかし、当時一年生であった三束元成が部内の改革を始め、さらに三束にスカウトされた舞原サクラの一言によって部名が「みすてりぃサークル」に変更されるに至って多くの部員が憤慨。当時部長であった縹美樹に直訴するも聞き入れられなかったため、退部の後「ミステリー同好会」を立ち上げる。しかし当然付いてくると思った女子部員は全員が残り、結果として「みすてりぃサークル」「ミステリー同好会」という二つのグループが林立することとなる。日炉利坂高校の部活規約では同じ趣旨の倶楽部は二つ以上存在できないため、（どちらかが潰えるまで）両方ともに同好会へと格下げになり、伝統ある「ミステリーサークル」は断絶。以降、両同好会は確執を続けることになる。
元々の部室は伝統があるだけにかなり設備等に恵まれたものであり、「みすてりぃサークル」が所有している。この点も双方の主な争点のひとつとなっている。
初代部長は縹美樹。卒業後は三束元成が勤め、後に朝比奈菜々那に引き継がれる。

## 知恵の実一覧
グレイテストオリオン
シリアルナンバー・〇〇九
外見は銀色の腕輪。所有者の肉体を願った通りに変化・変質させる事が出来る。その際に変身する対象の具体的な知識を持つ必要はなく、使用者のイメージに沿った変化をさせる。たとえば特定の「他人」への変化を願ったなら、肉体はもちろん記憶から魂にいたるまで思い描いた対象のものに変化する（記憶を変化させず肉体のみを変化させることも可能）。
「オリジナルナンバー」の末席にあり、需要、魂の回収率ともにトップクラス。
パーフェクトワールド
シリアルナンバー・〇一二
楽曲が本体であり、物質的な実体を持たない。音響範囲内の世界を隔離させる力を持つ知恵の実。
発動した時点で範囲内の状況を「基準状態」として記録し、以降、範囲内から一定以上「存在」を変質(物的損壊や死亡の他、範囲の外に出ることも含む)させたものを強制的に「基準状態」に戻す。なお、電波や電流、空気などは単体の存在として認められず、消えてしまっても元に戻ることはない。パーフェクトワールド内で死亡したものは開放された後で肉体に揺り返しがくる。正体が「音の連なり」であるため、発動してから効果が出るまでにタイムラグがある。
その本質は、所有者を魂だけの存在に変え、有効範囲の空間をその内側に取り込むことである。外部から干渉すること、使用者を発見することは不可能。唯一「契約完了魔力」を探知した悪魔（または代行者）は「魂」のみとなった所有者を見つけ、その魂を回収できる。
元は130人の子供をさらった「ハーメルンの笛」。
インヴィジブルエア
シリアルナンバー・三七一
スプレー缶の知恵の実で、対象をイメージしつつガスを吹きかけることで物体を透明にすることができる。同様にイメージしながら吹きかけることで元に戻すことが可能。一度透明になった物はその際の使用者にしか戻せず、自然に戻ることもない。ただし、本体であるスプレー缶を消すことは出来ない。
使用法次第で幅広い応用が利き、空間に充満させて進入してきた物に作用させることや、水のようなものを完全に透明にしてしまうことも可能。後に「屈折率を操作することで物を透明にしている」という解釈が加えられ、屈折率を操作して光熱線を形成することもできるようになった。
もともとは、誠実で醜い男と盲目の妻の願いを受けて魔女が作り出した薬品だった。
ピンホールショット
シリアルナンバー・四〇三
外見は木製のポラロイドカメラ。ピンホールショットで写した写真を、撮影してから9分以内に傷つける事で写真に写った人物を殺す事が出来る。写真は顔を含めて半身以上写っている必要があることに加え、9分以内に被写体の服装が変わっても（リボンや指輪などの付け外し、染色なども含む）無効となる。
もともとは中世のとある貧しい画家の怨念がこもった絵筆だった。
ボックスP
シリアルナンバー・六二七
箱形の知恵の実で、予知能力者が予知した内容を確定できる一方、使用できる者が限られているためか序列は低い。また、使用者にとって都合の悪い未来を予知する可能性もあるほか、予知の「解釈」が分かれる場合もある（例えば、予知したシーンの中の「堂島 コウ」が、本物なのかノットBなのかはわからない）。現在来栖美楚乃が所持しているが、フェイト・クルスにも所有権があるらしい。
It
シリアルナンバー・六六六
外見はリンゴの実。魂を取り込み、エネルギーに変える。この世に生まれ出でることの無かった「可能性」。
魂を108量（必要量）回収し、定められた手順を踏むことで自らの願いを叶える「知恵の実」を生み出すことが出来る。正しい手順を踏まずとも「知恵の実」は生み出せるが、その場合、生み出された「知恵の実」は非常に高い確率で生み出した者の願いを叶えられない「知恵の実」となる。
バベル19(ワンナイン)
シリアルナンバー不明。
ランドール・コーンウォークの所持していた知恵の実。外見、能力の詳細ともに不明。
大食（二つ名であり正式なアイテム名は不明）
シリアルナンバー不明。
オリジナル・ナンバーと呼ばれる〇〇一～〇〇七を冠する知恵の実で、「七つの大罪」の一柱。
悪魔ベルゼバブのもうひとつの姿。

### 元・知恵の実
ゴールデンライトアーム
元ナンバー〇〇八
外見は右手用の指無しグローブ。念じながら触れることで触れた物体を黄金に変える。稀代の錬金術師ファウストが生み出した知恵の実。
使用の際の制限が比較的ゆるく、人間社会への影響が大きく、さらに時代の流れとともに金銭で叶えられる願いを持つものが少なくなったことで廃棄された。初登場時点で残り使用回数は23回。
レフトアーム＝スピーキング
三千年前、知恵の実の数が定まる前に生みだされた実体のない知恵の実で、「いかなる願いも叶えない」という理由から初めての廃棄品となった。
人間に憑依（寄生）することで使用できる。左手で触れたものに唇を作り、しゃべらせることが出来る。安県正人が長く所有しており、幾度となく安県の命を救った「相棒のような存在」だったらしい。廃棄されたことでエネルギーの供給は無くなったが、使用エネルギーの少なさから使用者の魂のエネルギーだけで半永久的に利用できる。
元の名前(オリジナル・ネーム)はリング・オブ・ソロモン
タイムタイム
外見は上品に古びた金色の懐中時計で、時間を変質させ、操作する力がある。かつては、元代行者、ランドール・コーンウォークの「あの頃に戻りたい」という願いを元に生み出されたが、エネルギーの消費が激しく、かなえられる願いに対するエネルギー量の高さから生み出された直後に廃棄される。
「廃棄品」としてイーチャーズリンクから切り離されているためエネルギーの供給は受けられず、時間を加速したり、巻き戻したりすれば約三回でエネルギーが尽き時間旅行も不可能。しかし時間の停止程度なら今のエネルギー残量でも十分に可能。エネルギーが十分にあれば、過去限定ではあるが時間旅行も行える。
時間の停止中、物質はゴムのように強力な表面張力を持った液体となり、時間の停止中に破壊することはできない。また、時間を操作するだけなので時間の制約に縛られないアストラル体には影響を受けない。
Vウエスト
外見は拳銃、ウィンチェスターM1873通称「ピースメイカー」。装弾数の数だけ異なる能力を持つ。元代行者、安県正人が「超自然の存在と戦える人間を作りたい」という願いの元に生み出した。廃棄品であり、イーチャーズリンクからは切り離されているが、銃弾を装填することでエネルギーの補給が可能。
「第一の弾丸」は催眠状態を誘発し、状況に疑問を持たず質問に対し嘘のつけない状態にする。第一の弾丸は赤い光の中でしか効力を持たない。
「第二の弾丸」は心に楔(安県は「虚夢」と呼んでいる)を穿ち、特定の事柄への執着を薄れさせなくする。第二の弾丸はターゲットに浮かび上がる的(ハート型)を外すと使用者に返る。
「第三の弾丸」は欲望や本能を押さえる心の「枷」を破壊する。破壊する標的(錠前の形)を浮かび上がらせるには、対象に強い「恐怖」を与えることが必要。
「第四の弾丸」は「存在しない弾丸」といわれ、「第五の弾丸」は「死の概念そのもの」といわれているがこの二つはまだ本編では使用されていない。

## 既刊一覧
- うえお久光（著）・藤田香（イラスト）、メディアワークス→アスキー・メディアワークス〈電撃文庫〉、既刊19巻（2009年2月10日現在）
  - 『悪魔のミカタ 魔法カメラ』2002年2月10日発売[8]、ISBN 4-8402-2027-1
  - 『悪魔のミカタ(2) インヴィジブルエア』2002年4月10日発売[9]、ISBN 4-8402-2075-1
  - 『悪魔のミカタ(3) パーフェクトワールド・平日編』2002年6月10日発売[10]、ISBN 4-8402-2119-7
  - 『悪魔のミカタ(4) パーフェクトワールド・休日編』2002年7月10日発売[11]、ISBN 4-8402-2150-2
  - 『悪魔のミカタ(5) グレイテストオリオン』2002年9月10日発売[12]、ISBN 4-8402-2174-X
  - 『悪魔のミカタ(6) 番外編・ストレイキャット ミーツガール』2002年12月10日発売[13]、ISBN 4-8402-2219-3
  - 『悪魔のミカタ(7) 番外編・ストレイキャット リターン』2003年1月10日発売[14]、ISBN 4-8402-2269-X
  - 『悪魔のミカタ(8) It/ドッグデイズの過ごしかた』2003年4月10日発売[15]、ISBN 4-8402-2317-3
  - 『悪魔のミカタ(9) It/ドッグデイズの終わりかた』2003年5月10日発売[16]、ISBN 4-8402-2378-5
  - 『悪魔のミカタ(10) It/スタンドバイ』2003年8月10日発売[17]、ISBN 4-8402-2432-3
  - 『悪魔のミカタ(11) It/ザ・ワン』2003年11月10日発売[18]、ISBN 4-8402-2511-7
  - 『悪魔のミカタ(12) It/ストラグル』2004年2月10日発売[19]、ISBN 4-8402-2602-4
  - 『悪魔のミカタ(13) It/MLN』2004年7月10日発売[20]、ISBN 4-8402-2704-7
  - 『悪魔のミカタ666 スコルピオン・オープニング』2007年2月10日発売[21]、ISBN 978-4-8402-3721-5
  - 『悪魔のミカタ666(2) スコルピオン・テイル』2007年7月10日発売[22]、ISBN 978-4-8402-3917-2
  - 『悪魔のミカタ666(3) スコルピオン・デスロック<上>』2007年9月10日発売[23]、ISBN 978-4-8402-3974-5
  - 『悪魔のミカタ666(4) スコルピオン・デスロック<下>』2007年10月10日発売[24]、ISBN 978-4-8402-4060-4
  - 『悪魔のミカタ666(5) モンストラムレッド』2008年2月10日発売[25]、ISBN 978-4-8402-4162-5
  - 『悪魔のミカタ666(6) ノットB』2009年2月10日発売[26]、ISBN 978-4-04-867530-7

## ドラマCD
FMドラマシアターで2003年10月7日 - 2004年12月5日に放送されたラジオドラマがCD化されている。ザ・ブルマこと山崎 誠一役を演じた寺島拓篤にとっては声優デビュー作でもある。
内容は原作第一巻「魔法カメラ」に準拠している。
- 悪魔のミカタ ドラマCD 第1章 非常識との遭遇 (ASIN B00016ZRY2、AFC-5001)
- 悪魔のミカタ ドラマCD 第2章 優しい死人（しびと） (ASIN B0001BUFOY、AFC-5002)
- 悪魔のミカタ ドラマCD 第3章 依頼の代償 (ASIN B0001LNOK6、AFC-5003)

スタッフ
- 脚本：杉谷祐
- 演出：小林克良
- 音楽：岩崎文紀

## 後世への影響
『無自覚チートの箱入りお嬢様、青春ラブコメで全力の忖度をされる』などで知られる紺野天龍は、本作から影響を受けたことを認めている。
また、神田暁一郎はもともと小説が好きではなかったものの、友人から本作を勧められたことがきっかけで小説の世界に入ったと「ラノベの素」内のインタビューの中で話している。